# Николаус Фугер фон Оберндорф
Николаус Фугер фон Оберндорф (на немски: Nikolaus Fugger zu Oberndorf; * 24 февруари 1596; † 12 май 1676) от фамилията Фугер от линията „Лилията“ (фон дер Лилие) от Аугсбург е господар на Оберндорф в Швабия, Бавария, и Нордендорф до Аугсбург.
Той е син (от 17 деца) на Георг фон Кирхберг-Вайсенхорн (1560 – 1634), господар на Нордендорф и Вьорт, и съпругата му баронеса Хелена ди Мадруцо (* ок. 1562), дъщеря на маркиз, 5. барон Фортунато ди Мадруцо (1534 – 1606) и Маргарета фон Хоенемс († 1587/1593), дъщеря на граф Волф Дитрих фон Хоенемс/Алтемпс († 1538) и Чиара де Медичи († 1559). Внук е на фрайхер Маркус Фугер (1529 – 1597), банкер, търговец и хуманист, и графиня Сибила фон Еберщайн (1531 – 1589).
Баща му Георг фон Кирхберг-Вайсенхорн е господар на Нордендорф и Вьорт, имперски съветник, президент на тайния съвет и имперски представител в Република Сан Марко, и брат на фрайхер Антон Фугер фон Кирхберг (* 1 април 1563; † 24 юли 1616).
През 1533 г. Раймунд Фугер фон дер Лилие купува двореца и чифлика Оберндорф и околните села. Неговият брат Антон Фугер фон дер Лилие построява между 1535 и 1546 г. голям воден дворец. През 1580 г. един клон на фамилията Фугер купува Нордендорф и живее там до 1878 г.
Николаус Фугер фон Оберндорф умира на 80 години на 12 май 1676 г.

## Фамилия
Николаус Фугер фон Оберндорф/Нордендорф се жени на 20 април 1625 г. за братовчедката си Елизабета Фугер (* 24 април 1584; † 24 юли 1636), вдовица на чичо му граф Антон Фугер фон Кирхберг, господар на Оберндорф, Нидералфинген, Дутенщайн и Вайсенхорн (1563 – 1616), дъщеря на фрайхер Октавиан Секундус Фугер (1549 – 1600) и Мария Якобея Фугер фон Кирхберг-Вайсенхорн (1562 – 1588), дъщеря на фрайхер Ханс Фугер фон Кирхберг-Вайсенхорн († 1598) и Елизабет Нотхафт († 1582). Бракът е бездетен.
Николаус Фугер фон Оберндорф се жени втори път на 4 ноември 1636 г. за принцеса Юлиана фон и цу Лихтенщайн (* 29 април 1605; † 16 април 1658), дъщеря на княз Гундакар фон Лихтенщайн (1580 – 1658) и първата му съпруга графиня Агнес от Източна Фризия и Ритберг (1584 – 1616). Те имат седем деца:
- Йохан Франц (* 11 юни 1637)
- Йохан Карл (*/† 1638)
- Максимилиана Констанца (* 17 юли 1639; † 17 ноември 1693), омъжена 1657 г. за граф Рудолф Хайнрих фон Шауенбург († 11 януари 1687)
- Юлиана (* 10 септември 1640; † октомври 1677, Тауфкирхен), омъжена 1671 г. за Йохан Адам фон Пуех, господар на Тауфкирхен († 1722)
- Георг Хартман (*/† 1642)
- Анна Елизабет (* 27 септември 1644)
- Франц Казимир (*/† 1647)